# جزر نجمي فارسي
جزر نجمي فارسي (الاسم العلمي:Astrodaucus persicus) هو نوع من النباتات يتبع جنس الجزر النجمي من الفصيلة الخيمية.